# Пилипо-Кошарська сільська рада
Пилипо-Кошарська сільська рада — колишня адміністративно-територіальна одиниця та орган місцевого самоврядування у Дзержинському (Миропільському, Романівському) районі Волинської округи, Вінницької та Житомирської областей Української РСР з адміністративним центром у селі Пилипо-Кошара.

## Населені пункти
Сільській раді на час ліквідації були підпорядковані населені пункти:
- с. Мала Козара;
- с. Олександрівка;
- с. Пилипо-Кошара.

## Населення
Кількість населення ради, станом на 1923 рік, становила 1 117 осіб, кількість дворів — 271.

## Історія та адміністративний устрій
Створена 1923 року в с. Пилипо-Кошари Миропільської волості Полонського повіту Волинської губернії. 7 березня 1923 року включена до складу новоутвореного Миропільського (згодом — Романівський, Дзержинський) району Житомирської (згодом — Волинська) округи. 13 червня 1930 року, відповідно до наказу Волинського ОВК № 38 «Про утворення нових сільрад у Волинській окрузі», до складу ради передано хутір Кисловець Малокозарської сільської ради Дзержинського району, який, на 1 жовтня 1941 року, не перебував на обліку населених пунктів.
Станом на 1 вересня 1946 року сільська рада входила до складу Дзержинського району Житомирської області, на обліку в раді перебувало с. Пилипо-Кошара.
11 серпня 1954 року, відповідно до указу Президії Верховної ради Української РСР «Про укрупнення сільських рад по Житомирській області», до складу ради включено с. Мала Козара та х. Олександрівка ліквідованої Малокозарської сільської ради Дзержинського району.
Ліквідована 5 березня 1959 року, відповідно до рішення Житомирського облвиконкому № 161 «Про ліквідацію та зміну адміністративно-територіального поділу окремих сільських рад області», в зв'язку з укрупненням колгоспів; с. Пилипо-Кошара включене до складу Великокозарської сільської ради, села Мала Козара та Олександрівка — до складу Булдичівської сільської ради Дзержинського району Житомирської області.